# Gabrielle Cabrini
Pour les articles homonymes, voir Cabrini.
Gabrielle Cabrini est une écrivaine et traductrice française.

## Présentation
Gabrielle Cabrini publia son premier roman durant la Seconde Guerre mondiale aux éditions Gallimard. Elle traduisit en français un grand nombre d'ouvrages littéraires à partir des langues italienne, espagnole et roumaine.

## Œuvres
- La Résurrection des morts, Gallimard, 1943

Prix Paul-Flat de l’Académie française en 1944
- Le Palais des cendres, Gallimard, 1949
- Le Roi déodat, Gallimard, 1953
- Les Îles sans bord, Robert Laffont, 1960
- Yanoama : Récit d'une femme brésilienne enlevée par les Indiens, coécrit avec Helena Valero et Ettore Biocca, Terre humaine, 1968, rééditions Presses Pocket, 1999.

## Traductions
- 1945 : Pavel Dan, Le Père Urcan, (traduit du roumain par Gabrielle Cabrini et Eugène Ionesco)
- 1955 : Domingo Faustino Sarmiento, Souvenirs de province, éditions Nagel, collection UNESCO d'œuvres représentatives, série ibéro-américaine N° 7.
- 1962 : Enrico La Stella, Le Mexique de Mattia Rebo
- 1965 : Elvio Barlettani, Le Chien qui prenait le train (Lampo, il cane viaggiatore : histoire réelle du chien Lampo)
- 1967 : Curzio Malaparte, Journal d'un étranger à Paris (Diario di uno straniero a Parigi)
- 1972 : Béatrice Solinas Donghi, Les Voix entrecroisées (Le voci incrociate)
- 1974 : Umberto Nobile, Le Pôle, aventure de ma vie, préface de Jean Malaurie, éditions Fayard, collection Civilisations du Nord, 1974.
- 1976 : Jorge Edwards, Persona non grata à Cuba, traduit de l'espagnol
- 1980 : Giuseppe Bonaviri, Le Poids du temps, éditions Denoël